# Atraco a mano armada

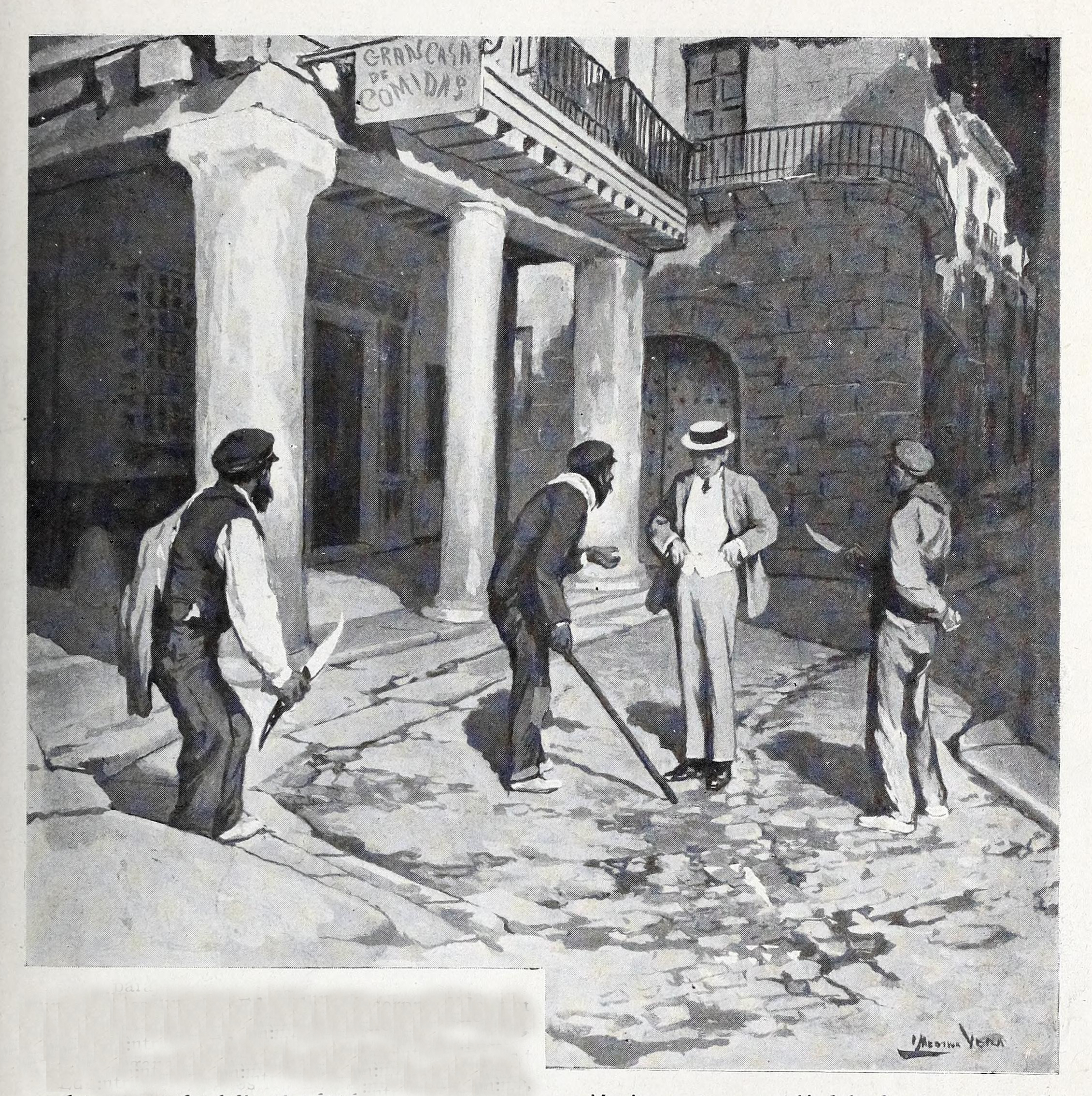
Atraco a mano armada, ilustración de la revista Blanco y Negro de 1908.

Un atraco a mano armada, asalto a mano armada o copamiento es un tipo de robo o despojamiento de bienes en el cual el autor del delito causa la violencia, intimidación o afección física en la víctima mediante la utilización de armas, ya sea un arma blanca o un arma de fuego.
Es un tipo de robo con un mayor grado de gravedad que el simple robo, motivo por el cual es muy habitual que este tipo de delito tenga una pena superior a la del robo sin la utilización de armas. El motivo esencial es que, si bien el atraco a mano armada es un delito que atenta esencialmente contra el patrimonio, supone un mayor riesgo para otros bienes jurídicos protegidos como la vida o la integridad de las personas físicas.
Coloquialmente se conoce al hecho de intimidación a la persona como "tirar un quieto" (principalmente en Venezuela) cuando se va a cometer este acto.

## Legislaciones nacionales

### España
En España existe un delito específico tipificado que contempla el robo con violencia o intimidación en las personas, cuya pena es de entre 2 y 5 años de prisión.
Además, la normativa contempla que cuando el robo se comete mediante el uso de armas u otros medios igualmente peligrosos, la pena se debe imponer en la mitad superior (es decir, entre 3 años y medio y cinco años de prisión).